# Ratpenat d'espatlles grogues de Trinitat
El ratpenat d'espatlles grogues de Trinitat (Sturnira tildae) és una espècie de ratpenat de la família dels fil·lostòmids. Viu a Bolívia, el Brasil, Colòmbia, l'Equador, la Guaiana Francesa, Guaiana, el Perú, Surinam, Trinitat i Tobago i Veneçuela. El seu hàbitat natural són les zones humides i boscos tropicals multiestratals de fulla perenne. No hi ha cap amenaça significativa per a la supervivència d'aquesta espècie, tot i que està afectada per la pèrdua d'hàbitat.